# شانس بزرگ
شانس بزرگ فیلمی به کارگردانی شکراله رفیعی و نویسندگی عزیزاله بهادری محصول سال ۱۳۴۴ است.

## خلاصه داستان
مرد جوانی برای تصاحب ارثیه‌ای که از عموی مرحومش به او رسیده‌است به تهران سفر می‌کند ولی مرد جوان دیگری هم هست که فوق‌العاده به او شباهت دارد…

## بازیگران
- منصور سپهرنیا
- شهین
- تقی ظهوری
- فریبا خاتمی
- عزت‌اله مقبلی
- محسن آراسته
- یوری
- عبدالعلی همایون
- گیتی جعفری
- محمود بهار
- حسن غفاری
- محمود الهیاری
- مقدم
- خلیل الکترو
- ملک
- ابراهیم گلشن پور
- اکبر درودنیا
- مهری مهرنیا
- مژگان
- اصغر تیموری
- شایان
- بهمن
- فراهانی
- اصغر سعیدی
- رضا فرهادی